# T. Rowe Price
T. Rowe Price (рус. Ти Роу Прайс) — американская холдинговая компания, управляющая группой из 156 взаимных фондов. Компания была основана в 1937 году Томасом Роу Прайсом. Штаб-квартира расположена в Балтиморе на 100 East Pratt Street.
Размер активов под управлением — $903 млрд на 30 июня 2017 года.

## История
Основатель компании, Томас Роу Прайс (англ. Thomas Rowe Price, Jr., 1898—1983), получил образование химика, но, не достигнув успеха на этом поприще, решил заняться инвестициями. В 1925 году он стал брокером в балтиморской инвестиционной компании Mackubin, Goodrich & Co. (впоследствии Legg, Mason & Co). К 1930 году он стал главой отдела управления инвестициями. Однако его видение инвестиций, ориентированных на долгосрочный перспективный рост курса акций, а не на краткосрочные спекуляции, существенно расходился с видением владельцев компании. В 1937 году приносивший убытки отдел Томаса Роу Прайса был упразднён, и на его основе он с ближайшими коллегами, Мари Уолпер, Изабеллой Крег, Уолтером Кидом и Чарльзом Шеффером, основал свою компанию, Price Associates. Эта компания занималась предоставлением инвестиционных консультаций. Через десять лет после основания компания была переименована в T. Rowe Price & Associates. В эти десять лет ситуация на финансовых рынках была неблагоприятной, у компании было лишь несколько индивидуальных клиентов, убытки компании покрывались в основном за счёт значительного состояния жены Прайса, Элеоноры Герки Прайс (англ. Eleanor Gherky Price).
И всё же к концу 1940-х годов стратегия Прайса начала приносить плоды. Тщательно отобранные для инвестирования компании продемонстрировали значительный рост к 1949 году:
- Sharp & Dohme — фармацевтическая компания, рост 468 %;
- Abbott Laboratories — рост 334 %;
- USF & G Corporation[англ.] — страховая компания, рост 198 %;
- Addressograph-Multigraph — рост 140 %.

Также удачными инвестициями оказались акции Minnesota Mining and Manufacturing (впоследствии 3M Corp.) и IBM Corp. С 1938 по 1949 год активы под управлением компании выросли с 2,3 млн до 42 млн, 1949 год стал первым, который компания закончила с прибылью.
С 1950 года рост компании значительно ускорился, у неё появился первый институциональный клиент, American Cyanamid, был создан первый взаимный фонд компании, Growth Stock Fund, сама компания из партнёрства превратилась в корпорацию. Ещё один взаимный фонд, New Horizons Fund, был основан в 1960 году, он был ориентирован на инвестиции в небольшие быстрорастущие компании, одними из первых вложений фонда стали акции таких компаний, как Texas Instruments, Hertz и Haloid-Xerox (предшественник Xerox Corp). Для управления этим фондом была создана дочерняя компания Rowe Price Management, которую также возглавил Прайс. Как и у материнской компании, начало истории New Horizons Fund было трудным: за первые два года его индекс упал на 29 %, но уже в 1965 году продемонстрировал рост в 44 % за год, а активы под управлением компании в целом в этот год пересекли отметку в $1 млрд долларов.
В 1969 году был основан New Era Fund, фонд, который занимался инвестициями в добывающие компании (золото, серебро, уран, медь). Прайс основал этот фонд в ожидании, что бумажные деньги начнут обесцениваться, что случилось лишь в конце 1970-х, когда инфляция в США приближалась к 20 %, а цена на золото достигла $800 за унцию. За период с 1978 по 1981 году индекс New Era Fund вырос на 130 %.
В 1971 году Прайс вышел на пенсию. Компания начала расширять спектр услуг. В 1973 году был основан New Income Fund, который работал с ценными бумагами с фиксированной доходностью. Его создание было своевременным, поскольку во второй половине 1970-х годов учётная ставка была значительно повышена. К 1977 году New Income стал третьим крупнейшим фондом США по работе с корпоративными облигациями. В 1976 году был создан Tax-Free Income Fund для работы с муниципальными облигациями. Международная экспансия T. Rowe Price началась в 1979 году с образования совместной компании с лондонским торговым банком Robert Fleming Holdings Ltd., к 1994 году активы под управлением этой компании составляли $17 млрд.
В 1984 году президентом компании стал Джордж Коллинз (George J. Collins), который работал в T. Rowe Price с 1971 года и был автором идеи выхода на рынок облигаций. В этот и последующие годы было создано ещё несколько фондов, в основном пенсионных. Также с 1984 года компания начала заниматься недвижимостью. В 1986 году T. Rowe Price стала публичной компанией.
В 1990-х годах T. Rowe Price стала больше внимания уделять работе с мелкими инвесторами, начав активную рекламную кампанию. Было создано несколько новых фондов, международное присутствие увеличено совместными предприятиями с японскими финансовыми компаниями Sumitomo Bank Ltd. и Daiwa Securities Co. В апреле 1997 года компанию возглавил Джордж Рош (George Roche). В 1999 году акции компании вошли в состав индекса S&P 500, T. Rowe Price заняла 7-е место в США среди компаний, управляющих взаимными фондами, имея оборот в $1 млрд долларов, чистой прибылью $239 млн и тремя фондами, которые дали доходность более 100 %:
- T. Rowe Price International Discovery — 155 %;
- T. Rowe Price Japan — 112,7 %;
- T. Rowe Price Science & Technology — 101 %.[3]

## Деятельность
T. Rowe Price оказывает доверительное управление институциональным клиентам через дочернюю компанию T. Rowe Price Associates, Inc. с активами $580 млрд. На конец 2015 года активы под управлением составляли $763,1 млрд, из них $592,8 млрд пришлось на акции (в том числе $502,7 млрд на акции американских компаний), $170,3 млрд на ценные бумаги с фиксированной доходностью (в том числе американские — $151,7 млрд).
На 2017 год T. Rowe Price обслуживает более 1 млн индивидуальных клиентов и 1,000 институциональных клиентов среди которых (с активами на 31 июля 2017 года).
| Типы клиентов                                     | Активы             |
| ------------------------------------------------- | ------------------ |
| Individuals & High Net Worth Individuals          | ▲ $204,800,913,567 |
| Registered Investment Advisers                    | ▲ $114,690,328,077 |
| Pension & Profit Sharing Plans                    | ▼ $98,550,670,918  |
| Corporations or Other Businesses                  | ▼ $99,007,362,890  |
| State or Municipal Government Entities            | ▼ $39,039,457,771  |
| Pooled Investment Vehicles (Private Funds, UCITS) | ▲ $51,601,504,600  |
| Mutual Fund (Sub-Advised Funds)                   | ▲ $53,918,472,546  |
| Charitable Organization                           | ▼ $36,044,567,010  |
| Banking & Thrift Institutions                     | ▲ $52,157,077,009  |
| Insurance Companies                               | ▲ $35,088,173,482  |

Активы и год основания крупнейших фондов (более $10 млрд на конец 2015 года):
- Growth Stock (1950) — $45,3 млрд
- Blue Chip Growth (1993) — $31,3 млрд
- New Income (1973) — $27,3 млрд
- Equity Index 500 (1990) — $25 млрд
- Mid-Cap Growth (1992) — $24,6 млрд
- Capital Appreciation (1986) — $24,3 млрд
- Equity Income (1985) — $22,7 млрд
- Value (1994) — $22,4 млрд
- New Horizons (1960) — $15,4 млрд
- Health Sciences (1995) — $14,2 млрд
- International Stock (1980) — $13,9 млрд
- Institutional Large-Cap Growth (2001) — $13,6 млрд
- International Growth & Income (1998) — $11,5 млрд
- Overseas Stock (2006) — $11 млрд
- Mid-Cap Value (1996) — $10,9 млрд

## Руководство
- Уильям Штромберг (William J. Stromberg) — президент и главный исполнительный директор с 2016 года.
- Брайн Роджерс (Brian C. Rogers) — председатель правления с 2007 года, главный директор по инвестициям с 2004 года, вице-президент с 1985 года.[1]

## Акционеры
Крупнейшие владельцы акций T. Rowe Price на 31 марта 2017 года.
| Название акционеров                                 | Количество акций | Процент |
| --------------------------------------------------- | ---------------- | ------- |
| BlackRock Capital Management, Inc.                  | 16,378,787       | 6.72    |
| The Vanguard Group, Inc.                            | 16,294,566       | 6.69    |
| State Street Global Advisors, Inc.                  | 14,238,600       | 5.84    |
| J.P. Morgan Investment Management Inc.              | 11,600,002       | 4.76    |
| Fayez Sarofim & Company                             | 8,006,920        | 3.28    |
| Southeastern Asset Management                       | 4,021,627        | 1.65    |
| Capital World Investors                             | 3,138,283        | 1.28    |
| Geode Capital Management, LLC                       | 2,818,756        | 1.15    |
| Northern Trust Investments, N.A.                    | 2,798,716        | 1.14    |
| Schroder Investment Management North America Inc.   | 2,768,630        | 1.13    |
| State Street Global Advisors (Australia) Limited    | 2,887,321        | 1.18    |
| Mellon Capital Management Corporation               | 2,744,279        | 1.12    |
| Columbia Management Investment Advisers, LLC        | 2,633,436        | 1.08    |
| Merrill Lynch, Pierce, Fenner & Smith Inc.          | 2,441,679        | 1.00    |
| ThomasPartners, Inc.                                | 2,208,621        | 0.90    |
| PNC Bank, N.A.                                      | 2,001,852        | 0.82    |
| MFS Investment Management K.K.                      | 1,736,498        | 0.71    |
| American Century Investment Management, Inc.        | 1,529,137        | 0.62    |
| Brown Advisory, Inc.                                | 1,480,604        | 0.60    |
| TIAA-CREF Investment Management, LLC                | 1,437,641        | 0.58    |
| Marathon Capital Management, LLC                    | 1,421,575        | 0.58    |
| Franklin Advisers, Inc.                             | 1,419,475        | 0.58    |
| Deutsche Investment Management Americas Inc.        | 1,404,993        | 0.57    |
| UBS Asset Management (Americas) Inc.                | 1,374,372        | 0.56    |
| Wells Capital Management, Inc.                      | 1,368,649        | 0.56    |
| Dimensional Fund Advisors, Inc.                     | 1,324,911        | 0.54    |
| Norges Bank Investment Management                   | 1,273,893        | 0.52    |
| Millennium Management LLC                           | 1,268,649        | 0.52    |
| Morgan Stanley Smith Barney LLC                     | 1,224,316        | 0.50    |
| Provident Trust Company                             | 1,203,086        | 0.49    |
| Legal & General Investment Management America, Inc. | 1,191,512        | 0.48    |
| Charles Schwab Investment Management, Inc.          | 1,131,166        | 0.46    |
| Goldman Sachs Asset Management, L.P.                | 1,119,726        | 0.45    |
| Invesco Advisers, Inc.                              | 1,110,943        | 0.45    |
| TD Asset Management, Inc.                           | 893,849          | 0.36    |
| Proshare Advisors LLC                               | 825,931          | 0.33    |
| Guggenheim Partners Investment Management, LLC      | 820,295          | 0.33    |
| Bahl & Gaynor, Inc.                                 | 740,138          | 0.30    |
| Sterling Capital Management, LLC                    | 723,677          | 0.29    |
| BMO Asset Management, Inc.                          | 722,548          | 0.29    |
| Eaton Vance Management                              | 705,699          | 0.28    |

## Дочерние компании
- T. Rowe Price Advisory Services, Inc. (Мэриленд)
- T. Rowe Price Associates, Inc. (Мэриленд)
- T. Rowe Price Trust Company (Мэриленд)
- T. Rowe Price (Canada), Inc. (Канада)
- T. Rowe Price Investment Services, Inc. (Мэриленд)
- T. Rowe Price Retirement Plan Services, Inc. (Мэриленд)
- T. Rowe Price Services, Inc. (Мэриленд)
- TRP Suburban Second, Inc. (Мэриленд)
- T. Rowe Price International Limited (Великобритания)
- T. Rowe Price (Luxembourg) Management S.á r.l. (Люксембург)
- T. Rowe Price Hong Kong Limited (Гонконг)
- T. Rowe Price Singapore Private Limited (Сингапур)[1]